# Savennes (Creuse)
Savennes – miejscowość i gmina we Francji, w regionie Nowa Akwitania, w departamencie Creuse.
Według danych na rok 1990 gminę zamieszkiwało 225 osób, a gęstość zaludnienia wynosiła 32 osoby/km² (wśród 747 gmin Limousin Savennes plasuje się na 411. miejscu pod względem liczby ludności, natomiast pod względem powierzchni na miejscu 618.).